# 페라리 (영화)
《페라리》(Ferrari)는 2023년 개봉한 미국의 전기 영화이다. 마이클 만이 감독과 공동각본을 맡았다. 스포츠카 기업 페라리의 창업주 엔초 페라리의 삶을 다룬 작품으로, 배우 애덤 드라이버가 주인공 페라리 역을 맡았다. 제80회(2023년) 베네치아 영화제 황금사자상 경쟁후보작이다.

## 출연진
- 애덤 드라이버 - 엔초 페라리 역
- 페넬로페 크루스 - 라우라 페라리 역
- 셰일린 우들리 - 리나 라르디 역
- 가브리에우 레오니 - 알폰소 데 포르타고 역
- 세라 개던 - 린다 크리스티안 역
- 잭 오코널 - 피터 콜린스 역
- 패트릭 뎀프시 - 피에로 타루피 역